# Acacia dempsteri
Acacia dempsteri är en ärtväxtart som beskrevs av Ferdinand von Mueller. Acacia dempsteri ingår i släktet akacior, och familjen ärtväxter. IUCN kategoriserar arten globalt som livskraftig. Inga underarter finns listade i Catalogue of Life.